# 그들만의 리그
《그들만의 리그》(영어: A League of Their Own)는 1992년 개봉한 미국의 스포츠 코미디 드라마 영화이다. 페니 마셜이 감독을 맡았으며, 톰 행크스, 지나 데이비스, 마돈나, 존 러비츠, 데이비드 스트러세언, 빌 풀먼 등이 출연하였다. 전미 여자 프로 야구 리그(AAGPBL)를 다룬 작품이다.
1992년 미국 의회도서관에 의해 “문화적으로, 역사적으로, 미적으로 중요함을” 인정받아 미국 국립영화등기부에 등재되었다.

## 줄거리
1988년 도티 힌슨은 미국 야구 명예의 전당에서 열린 전미 여자 프로 야구 리그(AAGPBL) 전시회 개막식에 참석한다. 그녀는 옛 동료들의 사진을 보며 1943년 회상에 잠긴다.
제2차 세계 대전으로 메이저 리그 베이스볼이 중단될 위기에 처하자 시카고 컵스 구단주 월터 하비는 동료 구단주들을 설득하여 여자 리그를 만들기로 한다. 아이라 로언스틴이 책임을 맡게 되고, 스카우트 어니 캐퍼디노는 오리건주의 한 사회인 소프트볼 리그 경기에서 지역 낙농장 소속 포수 도티를 눈여겨본다. 도티는 전쟁에서 돌아올 남편 밥을 기다리며 만족스러운 삶을 살고 있어 관심이 없지만 동생 킷 켈러는 어떻게든 현 상황에서 벗어나 뭔가를 성취하고 싶어 한다. 캐퍼디노는 킷의 타격에는 감흥이 없지만 도티가 마음을 바꾸면 함께 데려가겠다고 한다. 결국 도티는 킷을 위해 제안을 수락한다.
도티와 킷은 시카고의 하비 필드(허구화된 리글리 필드)에서 열린 입단 테스트에 참가한다. 자매는 이동 중에 캐퍼디노가 실력이 있는 2루수 말라 후치에게 외모가 떨어진다는 이유로 퇴짜를 놓자 말라를 받아들이라고 밀어붙인다. 곧 자매는 택시 댄서 메이 “올 더 웨이 메이” 모더비토와 그녀의 절친이자 클럽 기도인 도리스 머피, 부드러운 말씨의 우익수 에벌린 가드너, 문맹인 좌익수 셜리 베이커, 투수 겸 유격수이자 전 미스 아메리카 조지아주 우승자 엘런 수 고틀랜더, 좌익수 겸 구원 투수 베티 “스파게티” 혼, 1루수 헬렌 헤일리와 앨리스 “스키터” 개스퍼스를 만난다. 이들은 다른 5명과 함께 록퍼드 피치스를 구성하고, 다른 48명이 러신 벨스, 커노샤 코미츠, 사우스벤드 블루 삭스를 이룬다.
피치스의 감독은 과거에 컵스 강타자 스타였지만 냉소적인 알코올 의존증인 지미 두건이다. 지미는 초반엔 이 모든 것을 진지하게 여기지 않아 도티에게 경기 중 리더 역할을 맡기고 선수들에게 거친 태도를 보인다. 팀의 원정 경기 이동에는 에벌린의 버릇없는 아들 스틸웰, 엄격한 팀 샤프롱 커스버트 양이 함께 하게 된다. <라이프> 잡지 사진작가가 관중석에 있는 것을 본 로언스틴은 선수들에게 아직 주목을 받지 못하는 리그를 위해 인상적인 모습을 보여달라고 애원한다. 도티는 홈 플레이트 뒤에서 다리를 찢은 채 내야 플라이 볼을 잡아내고, 잡지 표지를 장식하게 된다. 홍보 공세는 더 많은 사람들을 야구 경기로 끌어모으지만 구단주들은 여전히 리그에 대해 확신하지 못한다.
팀 동료들은 강한 유대감을 쌓아 간다. 말라는 떠들썩한 가로변 식당 나들이에서 만난 넬슨이라는 남자와 결혼하고, 메이는 셜리에게 글을 가르치고, 에벌린은 팀 노래를 만든다. 로언스틴은 도티를 리그의 간판으로 홍보하고, 킷은 이에 질투심을 느낀다. 자매간 경쟁이 격화되면서 결국 킷이 러신 벨스로 트레이드된다.
피치스는 리그 최고 성적으로 시즌을 마감하고 월드 시리즈 출전권을 획득한다. 지미는 베티에게 남편이 태평양 전선에서 전사했다는 전보를 전달한다. 슬픔에 잠긴 베티는 팀을 떠난다. 그날 저녁 도티는 부상을 입어 육군에서 제대한 밥이 나타나는 깜짝 선물을 받는다. 도티가 밥과 함께 집으로 돌아가기로 했다는 것을 알게 된 지미는 월드 시리즈에 참가하도록 도티를 설득하는 데 실패하자 그녀가 이 결정을 후회할 것이라고 말한다.
피치스는 월드 시리즈에서 벨스와 맞붙고 7차전까지 간다. 도티는 7차전에서 피치스에 다시 합류하고, 킷은 벨스의 선발 투수로 나선다. 9회초 벨스가 한 점 앞선 상황에서 도티는 역전 득점을 올린다. 킷은 낙담하지만 9회말 2아웃 상황에서 타석에 들어서며 다시 기회를 얻는다. 안타를 친 킷은 3루 코치의 지시를 무시하고 홈으로 달려와 도티를 넘어뜨리고, 도티가 손에 있던 공을 놓치면서 결승점을 획득한다. 만원 관중에 마음이 움직인 구단주들은 하비를 지지하게 된다. 경기가 끝난 후 자매는 화해하고, 도티는 밥과 함께 떠난다.
다시 현재. 쿠퍼스타운에서 도티는 킷을 포함한 다른 선수들, 캐퍼디노, 로언스틴과 재회한다. 도티는 지미가 1987년에 죽었다는 것을 알게 된다. 생존한 피치스 선수들은 에벌린의 팀 노래를 부르고 사진을 찍는다. 클로징 크레디트에서 이들은 더블데이 필드에서 다시 야구를 한다.

## 출연진
록퍼드 피치스
- 톰 행크스 - 지미 두건 역: 감독.
- 지나 데이비스 - 도러시 “도티” 힌슨 역: 8번. 포수 겸 조감독.
  - 린 카트라이트 - 나이 든 도티 역
- 마돈나 - “올 더 웨이 메이” 모더비토: 5번. 중견수.
  - 유니스 앤더슨 - 나이 든 메이 역
- 로리 페티 - 킷 켈러 역: 23번. 투수.
  - 캐슬린 버틀러 - 나이 든 킷 역
- 로지 오도널 - 도리스 머피 역: 22번. 3루수.
  - 비라 존슨 - 나이 든 도리스 역
- 앤 램지 - 헬렌 헤일리 역: 15번. 1루수.
  - 바르바라 필라빈 - 나이 든 헬렌 역
- 메건 캐버나 - 말라 후치 역: 32번. 2루수.
  - 퍼트리샤 윌슨 - 나이 든 말라 역
- 프레디 심프슨 - 엘런 수 고틀랜더 역: 1번. 투수 겸 유격수.
  - 유지니아 매클린 - 나이 든 엘런 수 역
- 트레이시 라이너 - 베티 “스파게티” 혼 역: 7번. 좌익수 겸 구원 투수.
  - 베티 밀러 - 나이 든 베티 역
- 비티 슈램 - 에벌린 가드너 역: 17번. 우익수. 스틸웰 “에인절” 가드너의 어머니.
- 러네이 콜먼 - 앨리스 “스키터” 개스퍼스 역
  - 셜리 버커비치 - 나이 든 앨리스 역
- 앤 큐색 - 셜리 베이커 역: 11번. 좌익수.
  - 바버라 어윈 - 나이 든 셜리 역

그 외
- 존 러비츠 - 어니 캐퍼디노: AAGPBL 스카우트.
- 데이비드 스트러세언 - 아이라 로언스틴: AAGPBL 단장.
  - 마빈 아인혼 - 나이 든 아이라 역
- 게리 마셜 - 월터 하비 역: 캔디바 재벌이자 AAGPBL 설립자. 필립 K. 리글리에 기초한 인물.
- 빌 풀먼 - 밥 힌슨 역: 도티의 남편.
- 테이아 레이오니 - 러신 1루수 역
- 데이비드 L. 랜더 - 장내 아나운서 역
- 재닛 존스 - 러신 투수 역
- 돈 S. 데이비스 - 찰리 콜린스 역: 러신 감독.
- 에디 존스 - 데이브 후치 역: 말라의 아버지.
- 폴린 브레일스퍼드 - 커스버트 양 역: 록퍼드 샤프롱.
- 앨런 와일더 - 넬슨 역
- 레이 앨런 - 마 켈러 역

## 파생작
2022년 동명의 파생 텔레비전 시리즈가 공개되었으며, 리그의 실제 현실, 인종 문제, 동성애 등이 다루어졌다.

## 우리말 녹음
| KBS 성우진 (1996년 10월 20일) - 오세홍 - 지미 두건(톰 행크스) - 강희선 - 도티 힌슨(지나 데이비스/린 카트라이트) - 배정미 - 메이 모더비토(마돈나/유니스 앤더슨) - 이선 - 킷 켈러(로리 페티/캐슬린 버틀러) - 구자형 - 밥 힌슨(빌 풀먼) - 이광자 - 도티와 킷의 어머니(레이 앨런) - 김병관 - 월터 하비(게리 마셜) - 김정미 - 커스버트(폴린 브레일스퍼드) - 장광 - 데이브 후치(에디 존스) - 유명숙 - 셜리 베이커(앤 큐색/바버라 어윈) - 유영환 - 도리스의 아버지(에드 퀸) - 이호인 - 어니 캐퍼디노(존 러비츠) - 유남희 - 에벌린 가드너(비티 슈램) / 헬렌 헤일리(앤 램지/바르바라 필라빈) - 박상훈 - 도리스의 팬(더글러스 블레이크슬리) - 신상숙 - 엘런 수 고틀랜더(프레디 심프슨/유지니아 매클린) / 도티의 딸(블레어 배런) - 차명화 - 도리스(로지 오도널/비라 존슨) - 김민석 - 아이라 로언스틴(데이비드 스트러세언/마빈 아인혼) - 최덕희 - 베티 혼(트레이시 라이너/베티 밀러) / 말라 후치(메건 캐버나/퍼트리샤 윌슨) - 김소형 - 야구 감독(돈 S. 데이비스) / 장내 아나운서(데이비드 L. 랜더) KBS 제작진 - 녹음 - 박영래 - 타이틀제작 - 윤성기, 김창동 (KBS 미디어텍) - 그래픽 - 권미정 - 편집 - 윤수야 - 번역 - 박혜영 - 연출 - 김정옥 - 기획 - KBS 한국방송 - 우리말제작 - KBS 미디어 | MBC 성우진 (2003년 3월 30일) - 최한 - 지미 두건(톰 행크스) - 윤소라 - 도티 힌슨(지나 데이비스) - 박영희 - 메이(마돈나) - 윤성혜 - 킷 켈러(로리 페티) - 손원일 - 아이라(데이비드 스트러세언) - 이선주 - 도리스(로지 오도널) - 김태훈 - 김강산 - 박지훈 - 유은숙 - 이영란 - 김아영 - 오주연 - 한수림 - 김지영 - 배정민 - 이상훈 - 이자옥 - 채의진 - 문남숙 - 방성준 - 이원찬 - 정재헌 - 조현정 EBS 제작진 (2010년 12월 5일) - 프로듀서 - 빈정현 - 번역 - 김혜림 - 감수 - 김동수 - CG - 조운경 - 기술감독 - 김정수 - 우리말 연출 - 김재현 - 기획 - EBS - 우리말 제작 - 벼리기획 |  |